# Trichopria nigra
Trichopria nigra är en stekelart som först beskrevs av Christian Gottfried Daniel Nees von Esenbeck 1834.  Trichopria nigra ingår i släktet Trichopria, och familjen hyllhornsteklar. Arten är reproducerande i Sverige.